# Ричард Чејмберлен
Ричард Чејмберлен (енгл. Richard Chamberlain; Беверли Хилс, 31. март 1934 — Вајманало, 29. март 2025) био је амерички глумац.
Широј публици је остао упамћен по улогама у ТВ мини-серијама Шогун (1980) и Птице умиру певајући (1983), као и филмовима Благо цара Соломона (1985), Алан Квотермејн и изгубљени златни град (1986), Гроф Монте Кристо (1975), Три мускетара (1973), као и наставку Четири мускетара. Први је глумац који је играо Џејсона Борна у филму Борнов идентитет (1988) који је рађен по књизи Роберта Ладлама.

## Детињство и младост
Џорџ Ричард Чејмберлен је рођен на Беверли Хилсу, у Калифорнији као дете Елсе (рођене Метјуз) и Чарлса Чејмберлена, који је био продавац. Чејмберленов отац је био добро познат унутар Анонимних алкохоличара јер је путовао годинама говорећи на А. А. конвенцијама. Чејмберлен је матурирао 1952. године у гимназији Беверли Хилс, а касније је похађао колеџ Помона.

## Касније године
Од 1990-их година Чејмберлен се углавном појављивао у телевизијским филмовима и као гост-звезда у серијама попут The Drew Carey Show и Вил и Грејс. Године 2006. појавио се у гостујућој улози у четвртој сезони серије Режи ме. Године 2007. појављује се у гостујућој улози у серији Очајне домаћице као Глен Вингфилд, очух Линет Скаво. 2008. и 2009. појављује се као Краљ Артур у Монти Пајтоновом Спамалоту.

## Приватни живот
Чејмберлен је живио на Хавајима од средине '70-их са својим животним партнером, продуцентом и режисером Мартином Рабетом. Рабет и Чејмберлен глумили су заједно у Allan Quatermain and the Lost City of Gold у којем су играли браћу.

## Одабрана филмографија
| Улоге Ричард Чејмберлен |                                         |               |                          |          |
| Година                  | Српски назив                            | Изворни назив | Улога                    | Напомена |
| 1961—1966.              | Доктор Килдер                           |               | доктор Џејмс Килдер      |          |
| 1973.                   | Три мускетара                           |               | Арамис                   |          |
| 1974.                   | Четири мускетара                        |               | Арамис                   |          |
| 1974.                   | Паклени торањ                           |               | Роџер Симонс             |          |
| 1975.                   | Гроф Монте Кристо                       |               | Едмонд Дантес            |          |
| 1977.                   | Последњи талас                          |               | Дејвид Бертон            |          |
| 1980.                   | Шогун                                   |               | Џон Блекторн             |          |
| 1983.                   | Птице умиру певајући                    |               | Ралф де Брикасар         |          |
| 1985.                   | Благо цара Соломона                     |               | Алан Квотермејн          |          |
| 1986.                   | Алан Квотермејн и изгубљени златни град |               | Алан Квотермејн          |          |
| 1988.                   | Борнов идентитет                        |               | Џејсон Борн / Дејвид Веб |          |
| 1989.                   | Повратак мускетара                      |               | Арамис                   |          |
| 2005.                   | Вил и Грејс                             |               | Клајд                    |          |
| 2007.                   | Очајне домаћице                         |               | Глен Вингфилд            |          |
| 2007.                   | Чак, сад можете пољубити Ларија         |               | саветник Бенкс           |          |
| 2015.                   | Лига правде: Богови и чудовишта         |               | Врховни отац             |          |
| 2017.                   | Твин Пикс                               |               | Бил Кенеди               |          |
| 2018.                   | Биоскоп ноћних мора                     |               | доктор Ленир             |          |